# Zombies (groupe)
Ne doit pas être confondu avec The Zombies.
Pour les articles homonymes, voir Zombies (homonymie).
Zombies est un groupe espagnol de rock, originaire de Madrid, actif entre 1979 et 1982. 

## Histoire
Le groupe est formé par le musicien madrilène Bernardo Bonezzi (1964-2012),, qui, avant l'âge de quatorze ans, avait déjà dirigé un projet musical appelé Morbus Acre (il n'a pas fondé ce groupe, mais l'a rejoint et a formé, avec certains de ses membres, le premier groupe de Zombies).
Il avait fait partie du groupe fondateur de la movida madrileña Kaka de Luxe. Les Zombies combinent les influences du glam rock (Lou Reed, David Bowie, Brian Eno) et de la new wave (Talking Heads, The B-52's). Ils signent avec RCA, qui sort le premier single du groupe, l'entraînant Groenlandia, une chanson qui figure toujours parmi les chansons pop espagnoles les plus connues des années 1980, présente sur de nombreuses compilations de la musique de l'époque. 
Encouragés par le succès du single, ils enregistrent leur premier album studio, Extraños Juegos, l'un des albums pop les plus réussis de ces années-là. Cependant, après la sortie du deuxième album, La Muralla china, Bonezzi décide de quitter le groupe pour poursuivre d'autres projets.

## Discographie

### Albums studio
- 1980 : Extraños juegos (RCA)
- 1981 : La Muralla china (RCA-Víctor)

### Singles
- 1980 : Groenlandia / La Venganza de Cthulhu (RCA)
- 1981 : No puedo perder mi tiempo / Contacto en Zúrich (RCA)
- 1981 : La Muralla china / Ngwame'Ngaa (RCA)